# Olga Kámeneva
Olga Davýdovna Kámeneva (en ruso: Ольга Давыдовна Каменева, nació en 1883 y murió el 11 de septiembre de 1941) (nacida Bronstein [Бронштейн], algunas veces traducida como Olga Kámenev) fue una revolucionaria bolchevique y política soviética. Su influencia se derivó mayormente del hecho de ser la hermana de Lev Trotski y primera mujer de Lev Kámenev.

## Infancia y trayectoria revolucionaria (1883-1917)
Olga Kámeneva nació en Yánovka, en la provincia de Jersón, en un pequeño pueblo a unos 20 kilómetros de la oficina postal más cercana. Ella era una de las dos hijas del fuerte pero analfabeto campesino, David Leóntievich Bronshtéin (1847 – 1922), un colono judío, y de Anna Bronshtéin (fallecida en 1910).  Según el hermano mayor de Olga, Lev Davídovich Bronstein, pese a ser judíos, no eran religiosos y hablaban ruso y ucraniano, no el yidis.
Olga Bronshtéin se unió al Partido Obrero Socialdemócrata de Rusia en 1902 y pronto se casó con Lev Kámenev, un marxista revolucionario. En 1908, después de la liberación de Kámenev de la prisión, ambos se marchan de Rusia a Ginebra y París, donde Lev Kámenev se convierte en uno de los dos lugartenientes de Lenin. La pareja ayudó a Lenin a editar la principal revista bolchevique “Proletari”. En enero de 1914, los Kámenev se trasladan a San Petersburgo para que Lev pueda tomar el control inmediato del periódico legal bolchevique Pravda y su facción en la Duma.

## El teatro y los temas femeninos (1918-1920)

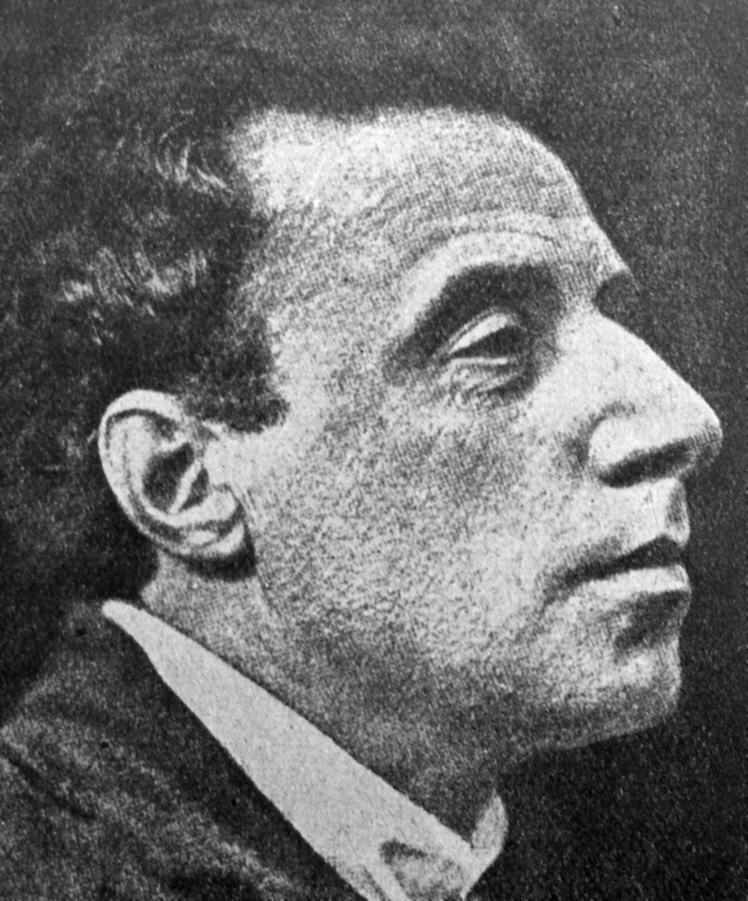
Vsévolod Meyerhold, director de teatro ruso.

A principios de 1918, después de la Revolución de octubre de 1917, a Olga Kámeneva la ponen al frente de la División Teatral (TEO) del Comisariado de Educación y Aclaramiento. Trabajando con el director teatral y teórico Vsévolod Meyerhold, ella trató de radicalizar los teatros rusos, su efectiva nacionalización y bajo el control bolchevique. Sin embargo, Meyerhold enfermó de tuberculosis en mayo de 1919 y tuvo que irse al sur. En su ausencia, el director del Comisariado, Anatoli Lunacharski, se aseguró el permiso de Lenin para revisar la política gubernamental, en favor de un teatro más tradicional, y despidió a Kámeneva en junio.
En octubre de 1919, Kámeneva era miembro del grupo de directores de la Sección Femenina del Partido Comunista de la Unión Soviética. En 1920 ella apoyó las opiniones del Comisario del pueblo de Salud Pública Nikolái Semashko sobre la anti-concepción era “incuestionablemente perjudicial” a la que no debería recurrirse.

## Dirección de los contactos soviéticos con Occidente (1921-1928)

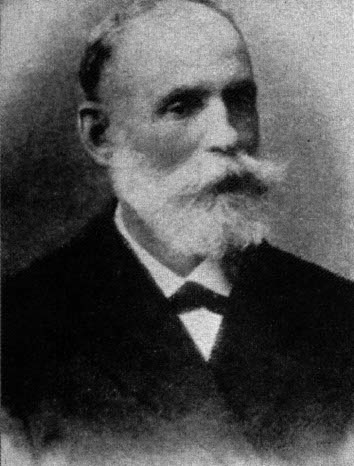
David Bronshtéin, su padre (1847-1922).

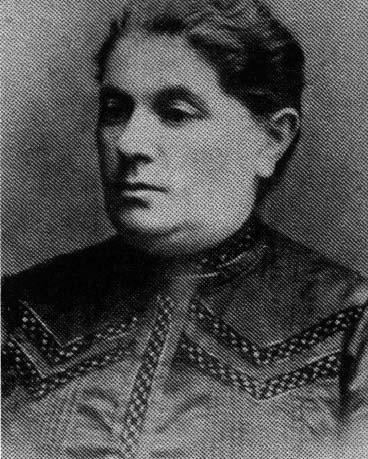
Anna Bronshtéin, su madre (fallecida en 1910).

Entre 1921 y 1923 Kámeneva estuvo en el equipo directivo de la Comisión Central de Lucha contra los Efectos Posteriores de la hambruna, y supervisó la campaña de propaganda en los periódicos soviéticos contra la Administración de Ayuda Americana (o también conocida como ARA), que estaba presidida por Herbert Hoover. Entre 1923 y 1925 encabezó la efímera Comisión para la Ayuda Extranjera (con su acrónimo KZP), una comisión gubernamental soviética que regulaba, y luego liquidaba, a las sociedades caritativas occidentales en la Unión Soviética. Entre 1926 y 1928, Kámeneva trabajo en la dirección de la Sociedad de la URSS para las Relaciones Culturales con los Países Extranjeros (su acrónimo VOKS, Vsesoyúznoe Óbschestvo Kultúrnoi Sviazi s Zagranítsei). En el ejercicio de esta labor, invitó a muchos visitantes extranjeros occidentales a la Unión Soviética, como por ejemplo, Le Corbusier y Theodore Dreiser, representando a la Unión Soviética en las festividades en Viena conmemorando el centenario de la muerte de Ludwig van Beethoven en marzo-abril de 1927, etc. A lo largo de la década de 1920, dirigió un salón literario en Moscú.
A principios de la década de 1920, la familia Kámenev empezó a desintegrarse con la muy conocida aventura que tuvo Lev Kámenev con la escultora británica Clare Frewen Sheridan en 1920. A final de la década de 1920, dejó a Olga Kámeneva por Tatiana Glébova, con la que tuvo un hijo, Vladímir Glébov (1929-1994).

## Persecución estalinista y ejecución (1928-1941)
Olga Kámeneva rápidamente perdió su influencia después de la caída de Kámenev y Trotski en 1927. El 27 de julio de 1935 el Equipo Especial del NKVD (Policía Secreta Soviética) la destierra de Moscú y Leningrado durante 5 años por estar relacionada con el Caso del Kremlin. Después del juicio y ejecución de Lev Kámenev, el 25 de agosto de 1936, fue arrestada e internada en la prisión de Oriol. Su hijo menor, Y.L. Kámenev fue ejecutado el 30 de enero de 1938 con la edad de 17 años. Su hijo mayor, oficial de la fuerza aérea, A.L. Kámenev fue ejecutado el 15 de julio de 1939, con la edad de 33 años.
Olga Kámeneva fue fusilada el 11 de septiembre de 1941 por orden de Nikolái Yezhov dirigente del NKVD en los bosques de Medvédev a las afueras de Oriol, junto con Christian Rakovski, María Spiridónova, Dmitri Pletniov, Fritz Noether, Sergéi Besónov y otros 151 prominentes prisioneros políticos. Esta ejecución fue una de tantas de las masacres de prisioneros llevadas a cabo por el NKVD en 1941.

## Referencias

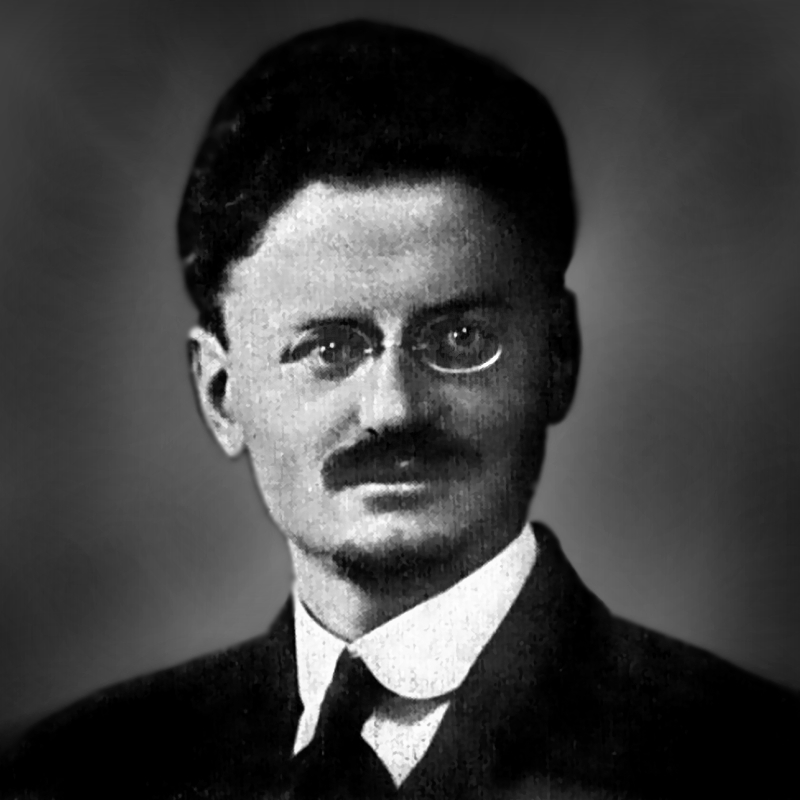
Lev Trotski, hermano de Olga Kámeneva, foto de 1915.